# مغالطة الوسط غير المستغرق
مغالطة الوسط غير المستغرق أو مغالطة الوسط غير الموزع (بالإنجليزية: Fallacy of the undistributed middle) هي مغالطة صورية تُرتكب عندما لا يستغرق الحد الأوسط في القياس الحملي في المقدمة الصغرى أو المقدمة الكبرى. إنها بالتالي مغالطة قياسية.

## الصياغة الكلاسيكية
في القياس الكلاسيكي، تتكون كل الجمل من حدين في شكل «أ» (كل)، «ب» (لا شيء)، «ج» (بعض)، أو «د» (البعض ليس). يستغرق الحد الأول في جمل «أ»، ويستغرق الحد الثاني في جمل «د»، وكلاهما يستغرق في جمل «ب»، ولا يستغرق أي منهم في جمل «ج».
تقع مغالطة الوسط غير المستغرق عندما لا يستغرق الحد الذي يربط المقدمتين أبدًا.
في هذا المثال، يتضح الاستغراق بالخط العريض: 
1. كل س هو ص
2. كل ع هو ص
3. إذًا، كل ع هو س

الحد ص مشترك بين المقدمتين (الحد الأوسط) ولكنه غير مستغرق فيهما، وبالتالي فإن هذا القياس مغلوط. حيث إن قواعد المنطق تنص على أن أي حد يستغرق في النتيجة يجب أن يكون مستغرقًا على الأقل في مقدمة من المقدمتين. 
1. كل س هو ص
2. بعض ع هو س
3. إذًا، كل ع هو ص

الحد الأوسط – س - مستغرق، لكن «ع» مستغرق في النتيجة فقط وليس مستغرقًا في أي مقدمة، وبالتالي فإن القياس مغلوط.

## النمط
تأخذ مغالطة الوسط غير المستغرق الشكل التالي: 
1. كل س هو ص
2. ع هو ص
3. إذًا، ع هو س

وهنا ص هو الحد الأوسط (لأنه يظهر في المقدمتين)، وهو غير مستغرق في المقدمة الرئيسة «كل س هو ص». فربما تكون القضية «كل س هو ص» صحيحة أو ليست صحيحة، لكن ذلك ليس له علاقة بالنتيجة. لكن ما له علاقة بالنتيجة هو، ما إذا كان صحيحًا، أن يكون «كل ص هو س»، وهو ما تجاهلته الحجة. تتشابه تلك المغالطة مع مغالطة إثبات التالي ومغالطة إنكار المقدم. إلا أن هذه المغالطة يمكن حلها إذا استبدلت الحدود في النتيجة أو في المقدمة المشتركة الأولى. من وجهة نظر منطق الرتبة الأولى، كل قضايا مغالطة الوسط غير المستغرق هي، في الواقع، أمثلة على إثبات التالي وإنكار المقدم، بناءً على تركيب الحجة المغالطة.

## أمثلة
| 1. يحمل كل التلاميذ حقيبة ظهر 2. يحمل جدي حقيبة ظهر 3. إذًا، جدي تلميذ | 1. يحمل كل التلاميذ حقيبة ظهر 2. يحمل جدي حقيبة ظهر 3. كل من يحمل حقيبة ظهر هو تلميذ 4. إذًا، جدي تلميذ |

الحد الأوسط هو الذي يظهر في كلا المقدمتين، وهو في هذه الحالة: فئة حاملي الحقائب. إنه غير مستغرق لأنه لا ينطبق على كل حاملي الحقائب. وبالتالي لا يمكن استخدامه لربط التلاميذ بالجد؛ فكل منهما عبارة عن فئة منفصلة من الفئات المتعددة التي ترتدي حقائب الظهر. فلننظر الآن كيف تستغرق «يحمل الحقيبة» بشكل صحيح: 
الجد هو شخص يرتدي حقيبة ظهر، الطالب هو شخص يرتدي حقيبة ظهر
إن هذا المثال يعبر بالتحديد عن إثبات التالي. ولكن إذا استبدلت الجملتان، سيكون القياس صحيحًا: 
1. كل التلاميذ ترتدي حقيبة ظهر
2. جدي تلميذ
3. إذًا، جدي يرتدي حقيبة ظهر

في هذه الحالة، الحد الأوسط هو فئة التلاميذ، والاستخدام الأول يشير بوضوح إلى «كل التلاميذ». وبالتالي فهو مستغرق في كل الفئة، ولذلك يمكن استخدامه لربط الحدين (حاملي الحقائب، وجدي). لاحظ الاستغراق بالنسبة للـ«تلاميذ» في الآتي: 
جدي تلميذ ولذلك فهو يحمل حقيبة ظهر

## في الثقافة الشعبية
يُشار لمغالطة الوسط غير المستغرق في قصة إدغار آلان بو «الرسالة المسروقة»: 
لقد صار الموظف غامضًا، ومصدر خسارته يقع في الافتراض القائل بأن الوزير أحمق، فقد ذاع صيته بأنه شاعر. كل الحمقى شعراء، وهو مذنب بارتكاب مغالطة الوسط غير المستغرق، باستدلاله أن كل الشعراء حمقى.